# Сероспинный волчок
Сероспи́нный волчо́к (лат. Botaurus sturmii) — околоводная птица из рода малых выпей семейства цаплевых, обитающая в Африке.

## Описание
Длина тела составляет от 27 до 30 см. Окрас оперения верхней части тела серого цвета. Нижняя часть тела с полосами бледно-серого цвета. В остальном она похожа на малую выпь. Клюв и ноги жёлтого цвета.

## Распространение
Вид широко распространён в Африке. Гнездится почти во всех африканских странах к югу от Сахары: от Мавритании и Эфиопии до Южной Африки, отсутствует лишь в пустынях и полупустынях. Естественная среда обитания вида — это реки и озёра с поросшими деревьями берегами, болота и мангры.

## Питание
Основу питание составляют водные жуки и саранча. Реже птицы питается мелкими лягушками, рыбами, улитками и ракообразными.

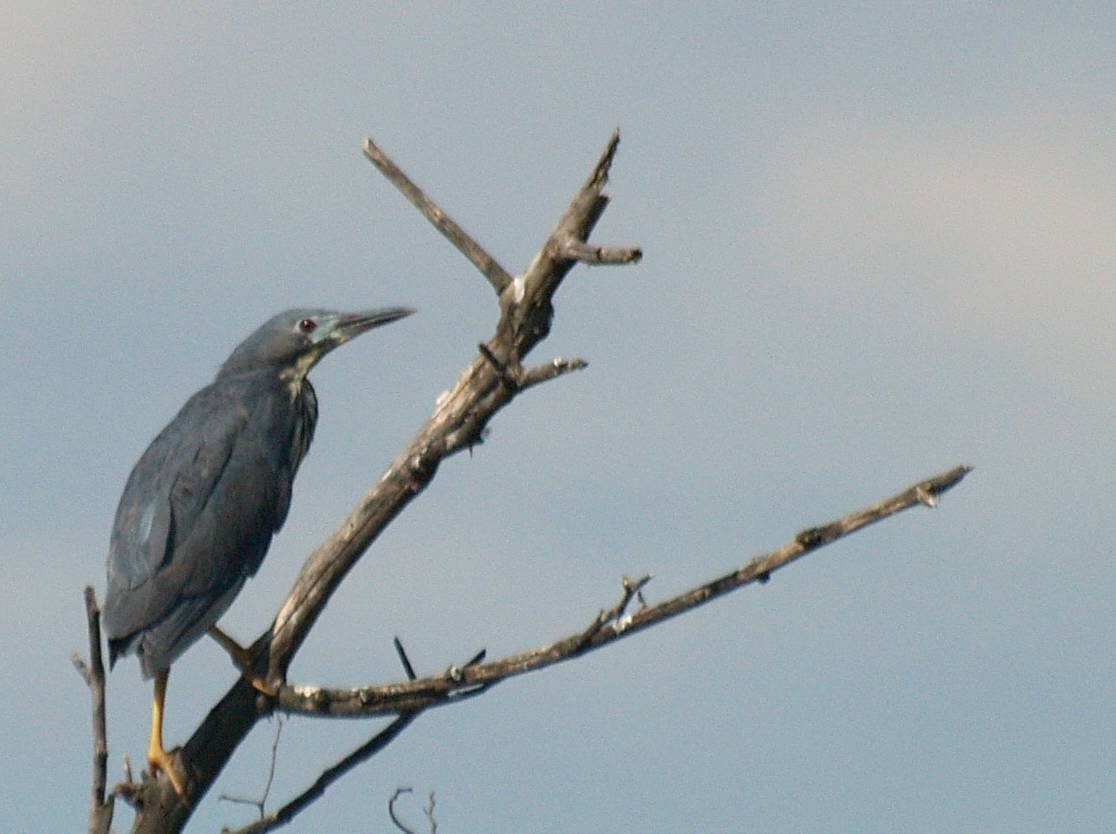

## Размножение
Гнездится на деревьях и кустах. Гнездо сооружается из сухой травы на высоте от 50 см до 4 м над поверхностью водоёма. В кладке от 3 до 4 яиц, высиживание длится примерно 15 дней.